# David Patrick Kelly
David Patrick Kelly (Detroit, Míchigan; 23 de enero de 1951) es un actor y músico estadounidense que ha aparecido en numerosas películas y series de televisión. Es más conocido por su papel de Luther en la película de culto de 1979 The Warriors, como un personaje también llamado Luther en la película de 1982 de Eddie Murphy 48 Hrs., como Jerry Horne en Twin Peaks y como T-Bird en la película de 1994 El cuervo.

## Primeros años
Kelly nació en Detroit, Míchigan, hijo de Margaret Elizabeth (de soltera Murphy) Kelly (1915-2010) y Robert Corby Kelly, Sr., un contable. Su padre fue receptor de la Estrella de Bronce por su servicio durante la Batalla del Bulge en la Segunda Guerra Mundial. Kelly es de ascendencia irlandesa. Su abuelo Daniel Murphy era de Lisnashershane, cerca de Cork. Su tatara-tío abuelo fue el Padre William Corby, capellán de la Brigada irlandesa en Gettysburg y posteriormente presidente de la Universidad de Notre Dame. Kelly obtuvo una mandolina en el Día de San Patricio de 1964 por su madre y le considera la influencia más grande en su vida artística. Como estudiante, Kelly escribió cuatro musicales producidos en teatros de Detroit: Lysistrata (de Aristófanes), The World from My Window (basado en un libro de poemas para niños), un proyecto basado en Los viajes de Gulliver (en la tierra de caballos) y Home for Silent Clowns, un espectáculo de mimo con canciones. Kelly se graduó cum laude en la Universidad de Detroit, y también estudió con Marcel Marceau y Mira Rostova.

## Carrera

### Cine
En su papel de Luther en la película de 1979 The Warriors, Kelly recita el famoso diálogo "Warriors... come out to play-ee-ay!!" ("Guerreros, salgan a jugar"), que improvisó en el momento. También interpretó a un personaje llamado Luther en la película de 1982 48 Hrs., protagonizada por Nick Nolte y Eddie Murphy. Además de esto y de su papel en El cuervo, otras películas de Kelly incluyen la cinta de acción de 1985 Comando, donde interpreta a Sully, un boina verde convertido en mercenario al que el personaje de Arnold Schwarzenegger tira de un acantilado en una de las escenas mortales más humorísticas de la película; así como Crooklyn, Hammett, Wild at Heart, Dreamscape, Las aventuras de Ford Fairlane, Last Man Standing, Songcatcher, K-Pax, el remake de 2005 de The Longest Yard, Flags of Our Fathers, John Wick y Chi-Raq. También ha aparecido en el videojuego pionero Ripper.

### Televisión
David Lynch creó el personaje de Jerry Horne en Twin Peaks específicamente para él; sus muchas apariciones televisivas incluyen Miami Vice, Luz de luna, Spenser: For Hire, Ghostwriter, Third Watch, Hack, Kidnapped, Law & Order: Special Victims Unit, Law & Order, Gossip Girl, Louie, Blue Bloods y The Blacklist. Kelly también participó en la producción musical de la PBS de Working, en la cual Studs Terkel, autor del libro fuente, fue presentador; el papel de Kelly era el de un "copyboy", y era la primera voz de canto escuchada en la selección "I Could've Been..."

### Teatro
En 1989, actuó Off-Off-Broadway en An Altar to Himself, dirigida por Virlana Tkacz, en La MaMa Club de Teatro Experimental.
En Broadway, Kelly originó el papel de Da en Once, el cual fue premiado con un premio Tony en 2012 al Mejor Musical. En 1998 interpretó a Feste en la producción del Lincoln Center de Noche de reyes. Kelly frecuentemente ha aparecido en la compañía de teatro Hartford, en Hartford, Connecticut, protagonizando papeles en Woyzeck y Tartufo, interpretando a Yago en Otelo y Hoss en Tooth of Crime, de Sam Shepard. En el American Repertory Theater en Cambridge, Massachusetts, interpretó el papel de Enrique IV en la obra homónima de Luigi Pirandello y comenzó en una adaptación de la clásica Dinastía Yuan china en Snow in June. Apareció en cuatro obras vanguardistas del maestro Richard Foreman: Pearls for Pigs, The Mind King, Film Is Evil/Radio Is Good y The Cure. En 2015 apareció como Michaud en la producción de la compañía de teatro Roundabout de la adaptación de Thérèse Raquin, junto a Keira Knightley.

### Música
Como compositor y músico, Kelly participó en el rock de Nueva York y en cabarets interpretando en escenarios legendarios como Max's Kansas City, Reno Sweeney, CBGB y en The Lower Manhattan Ocean Club.
En mayo de 2008, lanzó un CD con su música original titulado David Patrick Kelly: Rip Van Boy Man, el cual contenía nuevas canciones y grabaciones en directo de sus días en el club en 1975.

## Premios
Kelly cantó y tocó la mandolina en la banda sonora ganadora del Grammy del musical de Broadway Once. Recibió un Connecticut Critics Circle Award por su interpretación en Tartuffe en el Hartford Stage. Fue nominado para un Lucille Lortel Award por su interpretación en When I Come To Die, en LCT3, de Nathan Louis Jackson. En 1998 Kelly recibió un Obie Award por su excelencia en su trabajo teatral en clásicos, obras nuevas y vanguardistas.

## Vida personal
Kelly se casó con la actriz de teatro y escritora Juliana Francis en la Iglesia de San Marcos en Nueva York el 14 de agosto de 2005.